# Палатка (Флорида)
Палатка (англ. Palatka) — місто (англ. city) в США, в окрузі Патнем штату Флорида. Населення — 10 446 осіб (2020). Засноване 1821 року. Місто розташоване у південній частині басейну Нижньої Сант-Джонс-Рівер.

## Географія
Палатка розташована за координатами 29°38′56″ пн. ш. 81°39′44″ зх. д. / 29.64889° пн. ш. 81.66222° зх. д. (29.648770, -81.662158). За даними Бюро перепису населення США в 2010 році місто мало площу 23,58 км², з яких 22,14 км² — суходіл та 1,44 км² — водойми. В 2017 році площа становила 24,94 км², з яких 24,94 км² — суходіл та 0,00 км² — водойми.

### Клімат
| Клімат Палатка          | Клімат Палатка | Клімат Палатка | Клімат Палатка | Клімат Палатка | Клімат Палатка | Клімат Палатка | Клімат Палатка | Клімат Палатка | Клімат Палатка | Клімат Палатка | Клімат Палатка | Клімат Палатка | Клімат Палатка |
| Показник                | Січ.           | Лют.           | Бер.           | Квіт.          | Трав.          | Черв.          | Лип.           | Серп.          | Вер.           | Жовт.          | Лист.          | Груд.          | Рік            |
| Абсолютний максимум, °C | 32,2           | 32,2           | 34,4           | 35,6           | 39,4           | 40,6           | 39,4           | 38,9           | 37,8           | 35,0           | 32,2           | 29,4           | 40,6           |
| Середній максимум, °C   | 20,0           | 21,7           | 24,4           | 27,2           | 35,6           | 32,2           | 33,3           | 32,8           | 31,7           | 28,3           | 24,4           | 21,1           | 27,7           |
| Середня температура, °C | 13,3           | 15,0           | 17,8           | 20,6           | 23,9           | 27,2           | 27,8           | 27,8           | 26,7           | 22,2           | 18,3           | 14,4           | 21,25          |
| Середній мінімум, °C    | 6,7            | 7,8            | 10,6           | 13,9           | 17,8           | 21,7           | 22,8           | 22,8           | 21,1           | 16,7           | 12,2           | 8,3            | 15,2           |
| Абсолютний мінімум, °C  | −11,7          | −4,4           | −6,1           | 1,7            | 8,3            | 11,7           | 17,8           | 17,8           | 11,7           | 3,9            | −5             | −8,9           | −11,7          |
| Норма опадів, мм        | 89.7           | 87.9           | 100.1          | 63.2           | 72.9           | 148.1          | 163.3          | 183.1          | 144.0          | 75.4           | 76.7           | 73.9           | 1278.4         |
| ----------------------- | -------------- | -------------- | -------------- | -------------- | -------------- | -------------- | -------------- | -------------- | -------------- | -------------- | -------------- | -------------- | -------------- |
| Джерело:                |                |                |                |                |                |                |                |                |                |                |                |                |                |

## Демографія
Згідно з переписом 2010 року, у місті мешкало 10 558 осіб у 3972 домогосподарствах у складі 2419 родин. Густота населення становила 448 осіб/км². Було 4533 помешкання (192/км²).
Расовий склад населення:
| - 49,8 % — чорних або афроамериканців - 46,3 % — білих - 0,6 % — азіатів - 0,3 % — корінних американців - 1,5 % — осіб інших рас |

До двох чи більше рас належало 1,6 %. Частка іспаномовних становила 4,6 % від усіх жителів.
За віковим діапазоном населення розподілялося таким чином: 28,2 % — особи молодші 18 років, 56,0 % — особи у віці 18—64 років, 15,8 % — особи у віці 65 років та старші. Медіана віку мешканця становила 33,9 року. На 100 осіб жіночої статі у місті припадало 84,2 чоловіків; на 100 жінок у віці від 18 років та старших — 78,3 чоловіків також старших 18 років.
Середній дохід на одне домашнє господарство становив 34 664 долари США (медіана — 20 837), а середній дохід на одну сім'ю — 46 789 доларів (медіана — 29 311). Медіана доходів становила 30 725 доларів для чоловіків та 25 657 доларів для жінок. За межею бідності перебувало 43,2 % осіб, у тому числі 67,7 % дітей у віці до 18 років та 23,0 % осіб у віці 65 років та старших.
Цивільне працевлаштоване населення становило 3070 осіб. Основні галузі зайнятості: освіта, охорона здоров'я та соціальна допомога — 28,9 %, роздрібна торгівля — 20,1 %, мистецтво, розваги та відпочинок — 7,9 %, публічна адміністрація — 6,3 %.